# إسحاق د. وايت
إسحاق د. وايت (بالإنجليزية: Isaac D. White)‏ هو عسكري أمريكي، ولد في 6 مارس 1901، وتوفي في 11 يونيو 1990.